# Цифровая дистрибуция
Цифровая дистрибуция или цифровое распространение — способ распространения цифрового контента (компьютерных игр, аудио, электронных книг, фильмов, графики и прочего программного обеспечения) без использования материального носителя, как правило, состоящий в загрузке через интернет на конечное устройство пользователя. Преимущество цифровой дистрибуции заключается в лёгком и быстром поиске и приобретении копий необходимого программного обеспечения.
Существует несколько вариантов распространения программного обеспечения через интернет. В цифровой дистрибуции основные протоколы — это HTTP, P2P и FTP. Системы, распространяющие проприетарное программное обеспечение, обычно содержат технические средства защиты авторских прав, не позволяющие покупателю продавать/распространять свою копию ПО.
Существует несколько вариантов покупки прав на использование программного обеспечения (ПО):
1. PayPlay (рус. заплати и играй) — игра доступна только после её покупки.
2. Try before you buy — пользователь скачивает программу и получает возможность какое-то время пользоваться ей. В случае, если пользователь захочет и дальше использовать полную версию программы, он должен заплатить. После этого (как правило) предоставляется специальный серийный номер, введя который, пользователь получает возможность пользоваться программой неограниченное время.
3. Рекламная — в этом случае программа абсолютно бесплатна, однако пользователю в программе показывается реклама, на показе которой и зарабатывает обладатель ПО.
4. Подписка — ежемесячная оплата права пользоваться программой или программами из определённого набора, предоставленного цифровым дистрибутором. Также существуют единичные подписки на одну определённую программу и на разный срок (в том числе неограниченный).

Оплата права использования программного обеспечения, как правило, производится с использованием банковской карты или платёжных систем интернета с последующим получением серийного номера (SN).
Активация копии скачанного программного обеспечения происходит по следующей общей схеме: на основе серийного номера и сгенерированного DRM уникального кода оборудования, удалённый сервер активации возвращает активационный код, дающий возможность запустить защищённую копию ПО. В дальнейшем возможна деактивация и повторная активация на другом компьютере.